# Escudo de las Maldivas
El escudo de armas de las Maldivas más bien un emblema que no un escudo heráldico, fue adoptado en 1990 en sustitución del antiguo diseño usado desde 1940, durante la época del protectorado británico.
Consiste en un creciente (luna creciente) y una estrella de oro resaltando sobre una palma de cocotero de sinople y dos banderas nacionales a ambos lados, sobre una cinta con el título tradicional del Estado en árabe : “الدولة المحلديبية” ("Ad-Dawlat Al-Mahaldheebiyya") ("Estado de las Maldivas").
La palma ha sido, tradicionalmente, el principal medio de subsistencia del archipiélago; la media luna y la estrella son símbolos de la fe islámica.
Originalmente, el símbolo central de la luna y la estrella era de plata y fue modificado en la versión actual en oro en 1990.